# العشةالايمن (أسلم)

تعديل مصدري - تعديل

العشة الأيمن هي إحدى قرى عزلة أسلم الوسط بمديرية أسلم التابعة لمحافظة حجة، بلغ تعداد سكانها 65 نسمة حسب تعداد اليمن لعام 2004.